# ふたりの焦燥
「ふたりの焦燥」（EXTENDED VERSION）（ふたりのしょうそう）は、1986年8月27日に発売された鈴木雅之の12インチ・シングル。

## 解説
1stアルバム『mother of pearl』からのリカット・シングル。アルバムとは別バージョンで、カップリングは2曲ともアルバム未収録。全曲単品ではCD化されていない。2011年2月26日発売シングルCD-BOX『Martini Box』で初CD化。

## 収録曲
全作曲・編曲：Hoppy神山
1. ふたりの焦燥（EXTENDED VERSION）
  - 作詞：竹花いち子
2. ふたりの焦燥（Instrumental Version）
3. Ocean Breeze
  - 作詞：柳川英巳